# Świeradów-Zdrój
Świeradów-Zdrój (niem. Bad Flinsberg) – miasto uzdrowiskowe w województwie dolnośląskim, w powiecie lubańskim.
Według danych GUS z 1 stycznia 2023 r. miasto miało 3985 mieszkańców (635. miejsce w kraju).

## Położenie

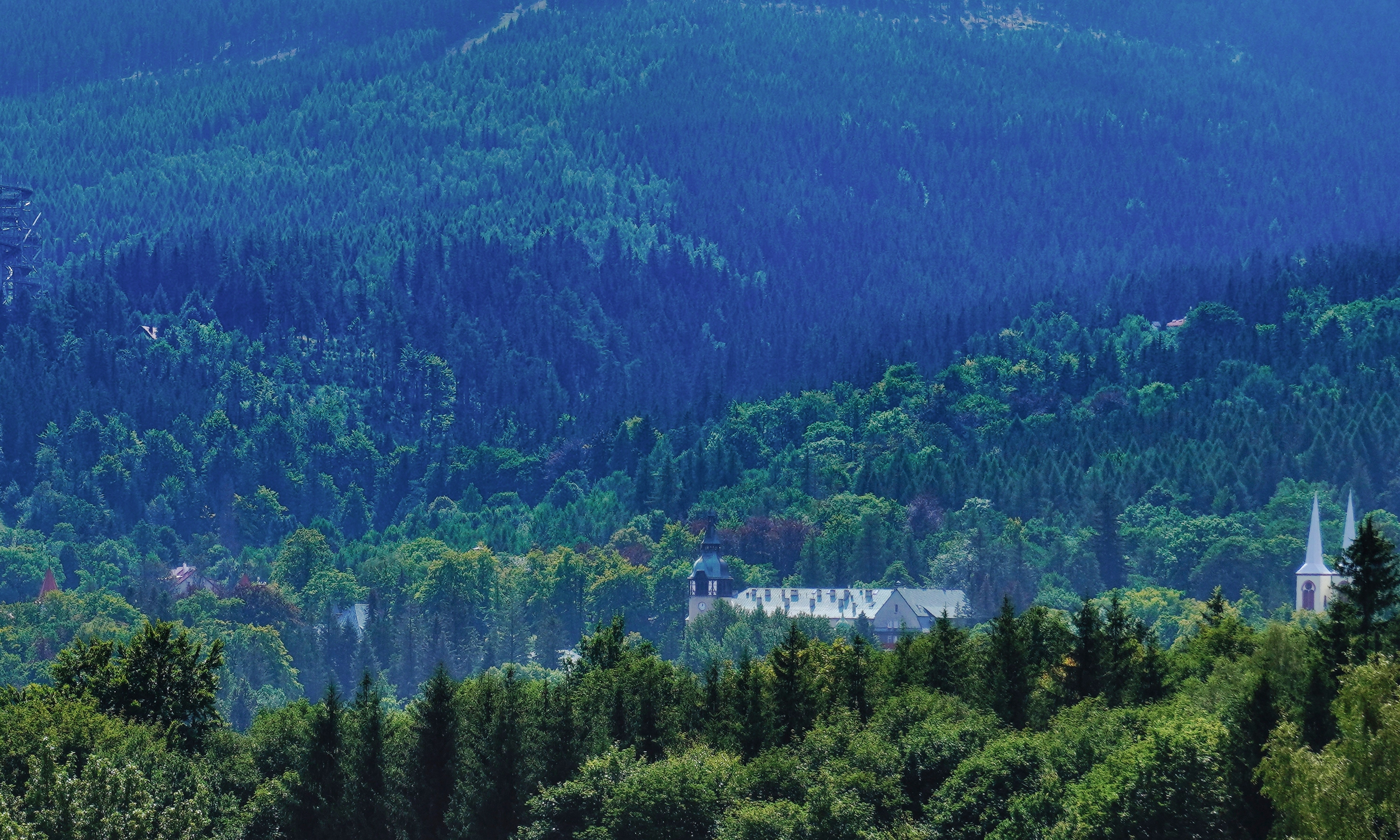
Zabudowa uzdrowiskowa w Świeradowie-Zdroju – Dom Zdrojowy i Kościół św. Józefa, widok od północy

Świeradów-Zdrój leży na Dolnym Śląsku, w południowo-zachodniej części województwa dolnośląskiego, w południowej części powiatu lubańskiego, w Sudetach Zachodnich, niedaleko Jeleniej Góry. W latach 1975–1998 miasto administracyjnie należało do województwa jeleniogórskiego.
Położony jest na wysokości 450–710 m n.p.m. w Górach Izerskich, w dolinie rzeki Kwisy (w tzw. Obniżeniu Świeradowskim), oddzielającej Wysoki Grzbiet na południu od Kamienickiego Grzbietu na północy. Po włączeniu Czerniawy-Zdroju obejmuje również dolinę Czarnego Potoku, a również wychodzi nieco na Pogórze Izerskie.
Według danych z roku 2002 Świeradów-Zdrój miał obszar 20,77 km², w tym: użytki rolne 41%, użytki leśne 40%. Według danych z 1 stycznia 2011 r. powierzchnia miasta wynosiła 20,72 km² (283. miejsce w kraju).
Miasto stanowiło 4,85% powierzchni powiatu.
Miasto sąsiaduje z gminami: Mirsk i Leśna oraz z Czechami (kraj liberecki, powiat Liberec).

### Części i osiedla miasta
System TERYT (Krajowy Rejestr Urzędowy Podziału Terytorialnego Kraju) wyróżnia pięć części miasta, tj. Czerniawa-Zdrój, Góreczno, Kamieniec, Łęczyna i Ulicko.

## Warunki naturalne
Tereny Świeradowa zbudowane są ze skał metamorficznych – gnejsów i granitognejsów, z wkładkami amfibolitów należących do bloku karkonosko-izerskiego. Skład mineralny świeradowskich i czerniawskich źródeł jest dość bogaty, ich wody mają właściwości lecznicze.

## Toponimia
Po II wojnie światowej, wobec braku historycznej nazwy polskiej, miejscowość nazywano początkowo Wieniec-Zdrój.
Nazwa Świeradów Zdrój została nadana w 1946 i wywodzi się od imienia polskiego świętego Andrzeja Świerada. Według innych źródeł ma ona związek z otaczającymi miasto lasami świerkowymi oraz źródłami wód radonowych.
W przeszłości miejscowość miała inne nazwy. Nazwę Flinsberg, której pierwszy raz użyto w roku 1524 lub 1550 lub 1559, zaczerpnięto od łużyckich osadników, którzy wybudowali osadę na zboczu góry (niem. Berg) nazywanej Flynz, której nazwa z kolei wywodzi się od Flinsa – słowiańskiego bóstwa czczonego wśród słowiańskiej ludności w górach Harzu oraz na Łużycach.
Miejscowość nazywana była również prześmiewczo Fegebeutel (przez samych mieszkańców wymawiane jako Fabattel). Nazwa ta przylgnęła do miejscowości w związku ze zbudowaną w 1550 przy drodze wiodącej z Mirska w stronę Czech karczmą, która nie cieszyła się dobrą sławą. Fegebeutel w dosłownym tłumaczeniu oznacza czyścisakwę.
Funkcjonowały również nazwy: Flynzberg, Fliniß-berg, Flehensberg, Flinßberg/Flinssberg (1668), Bad Flinsberg (1782), a także Włyńsk, jako nazwa stacji kolejowej w 1945 roku.

### Pisownia nazwy
Nazwy miejscowości i ich części ustalane są przez Ministra Spraw Wewnętrznych i Administracji, który, po zasięgnięciu opinii Komisji Nazw Miejscowości i Obiektów Fizjograficznych, publikuje wykazy nazw oraz ogłasza ich zmiany w Dzienniku Ustaw. Tak ustalone nazwy są oficjalnymi nazwami urzędowymi. Wszystkie inne formy nazw są nazwami potocznymi.
Nazwa miejscowości Świeradów-Zdrój pisana z łącznikiem (dywizem) jest właśnie formą zatwierdzoną urzędowo. Forma nazwy pisana bez łącznika, tzn. Świeradów Zdrój, jest natomiast formą potoczną. Do końca XX wieku forma Świeradów Zdrój była jednak podawana jako poprawna przez słowniki języka polskiego (np. przez „Nowy słownik ortograficzny PWN”). Powstawał przez to rozdźwięk pomiędzy formą urzędową nazwy tego miasta a formą słownikową. Jednak te różnice przestały istnieć w 2004 roku. Wtedy to Rada Języka Polskiego uchwaliła, że dwuczłonowe nazwy wszystkich miejscowości z członem „Zdrój” występującym na drugim miejscu należy pisać z łącznikiem, co znaczy, że również z językowego punktu widzenia jedynie poprawną formą jest Świeradów-Zdrój.
Ponadto w nazwach dwuczłonowych odmieniają się oba człony, dlatego należy odmieniać zarówno nazwę, jak i określenie Zdrój
. Brak odmiany predykatu Zdrój jest często spotykanym błędem nawet wśród samorządowców i dziennikarzy.

## Historia

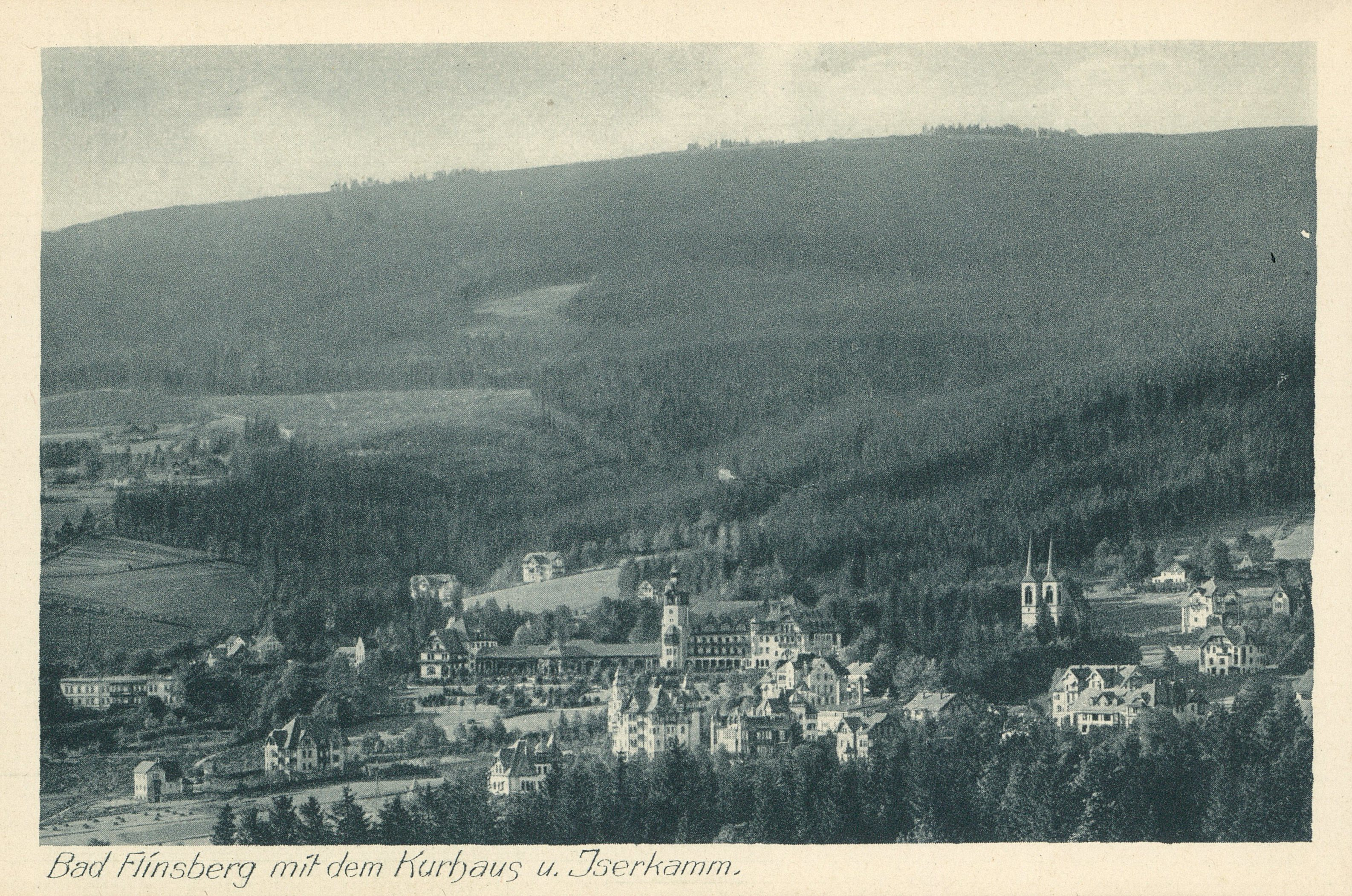
Widok miejscowości przed 1925

Świeradów ucierpiał znacznie podczas wojny trzydziestoletniej. Był trzykrotnie plądrowany w latach 1634–1639. Jednym z powodów było przywiązanie mieszkańców ówczesnego Świeradowa do wiary protestanckiej. Również w 1642 roku Świeradów został ograbiony. W 1645 roku stacjonowały tu wojska rotmistrza Hermanna podczas oblegania przez Szwedów zamku Gryf.
W pochodzącej z 1600 roku naukowej publikacji Kaspara Schwenckfelda napisano o kwaśnych wodach mineralnych, które biją ze źródła przy wsi Fegebeutel pod wysokim lasem. 
W roku 1777 opublikowano wyniki analiz wód znajdujących się między innymi w Świeradowie oraz informacje dotyczące składu chemicznego i ich medycznego zastosowania. Z badań przeprowadzonych w roku 1783 potwierdzono, że wody świeradowskie skutecznie leczą wiele schorzeń. W 1754 roku okryto dachem górne źródło, a w 1768 roku przebudowano górne źródło i wybudowano dom mieszkalny z 14 pokojami.
W 1795 wybudowano pierwszy dom zdrojowy, zaś w 1817 odkryto źródło w korycie rzeki, w związku z czym uregulowano jej przebieg i wybudowano zdrój zwany Dolnym Świeradowem. Był jednym z pierwszych uzdrowisk, gdzie poza funkcją pitną wprowadzono kąpiele w wywarze z kory świerku i w borowinie. W roku 1840 Świeradów liczył 1687 mieszkańców, w 1895 znaczna część uzdrowiska spłonęła. W 1899 odbudowano dom zdrojowy dodając 45-metrową wieżę oraz urządzono otaczający go park zdrojowy, powstała pijalnia wód w Górnym Zdroju oraz 80-metrowy kryty hall spacerowy. W 1909 roku z inicjatywy prywatnego inwestora doprowadzono z Mirska linię kolejową. W 1934 odkryto źródło radonowe, w 1935 r. utworzono związek, czego konsekwencją było m.in. wybudowanie drogi do Szklarskiej Poręby.
Po kapitulacji III Rzeszy w maju 1945 r. uzdrowisko zostało w dniach 8–9 maja 1945 zajęte przez wojska radzieckie, a następnie przekazane polskiej administracji. Jego dotychczasowi mieszkańcy zostali wysiedleni do Niemiec. W latach 1950–1953 rozbudowano ujęcie, wymieniono rurociągi i infrastrukturę.
W 1946 roku miejscowość uzyskała prawa miejskie. 1 stycznia 1973 roku do miasta włączono sąsiednie sołectwo – Czerniawę-Zdrój.

## Uzdrowisko

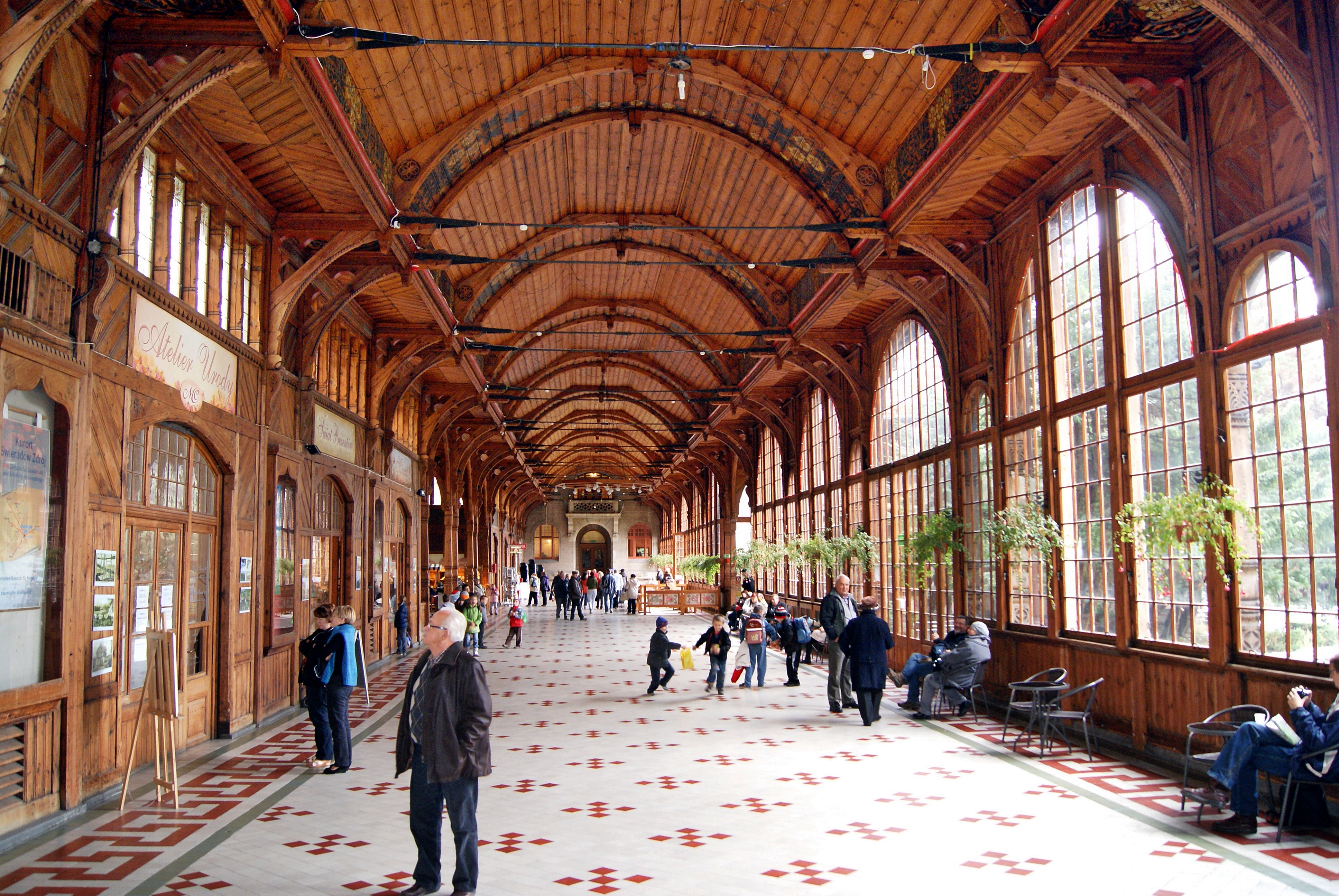
Hala spacerowa, licząca ponad 70 m długości, z pijalnią wody, w Świeradowie-Zdroju

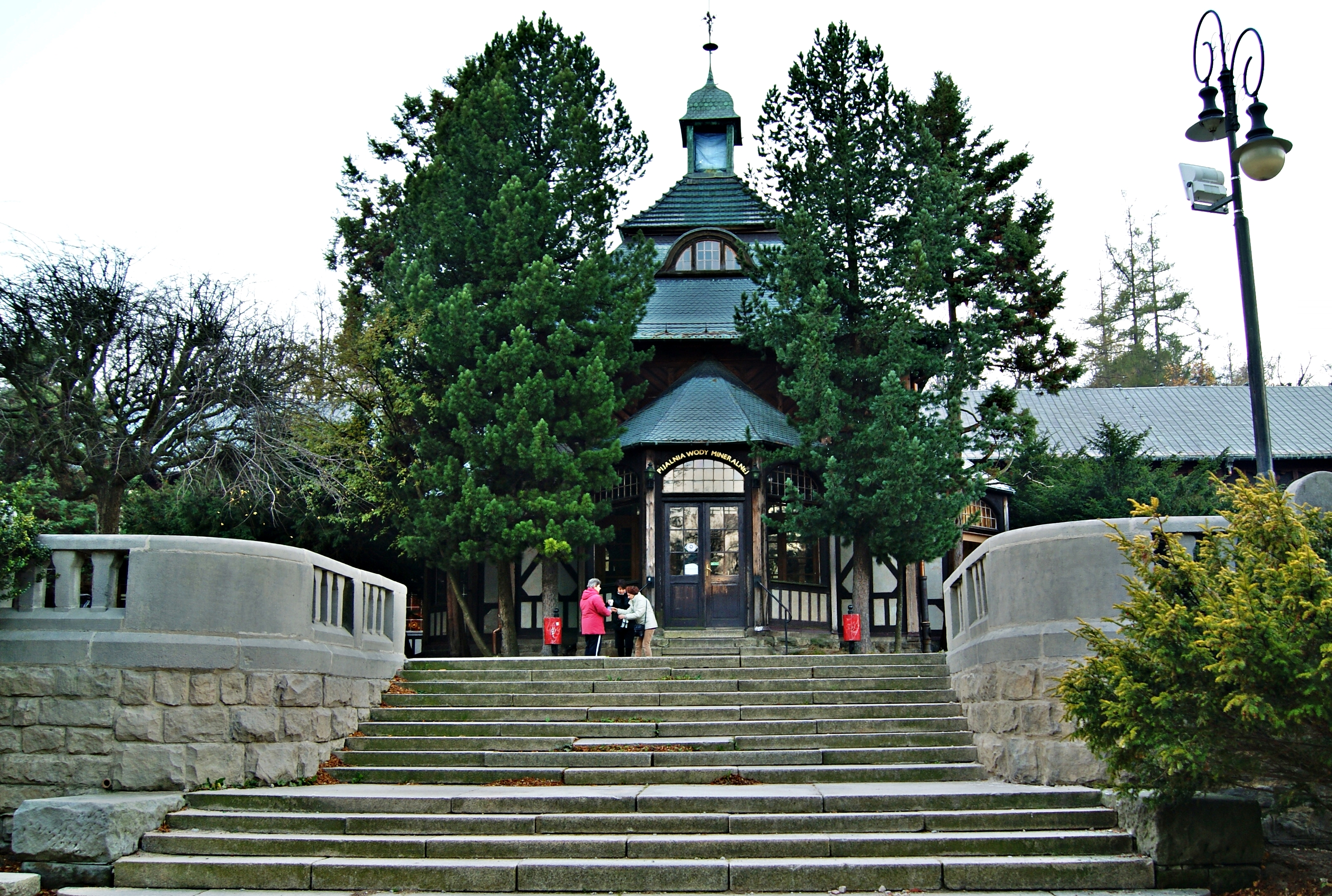
Pijalnia wód w Domu Zdrojowym

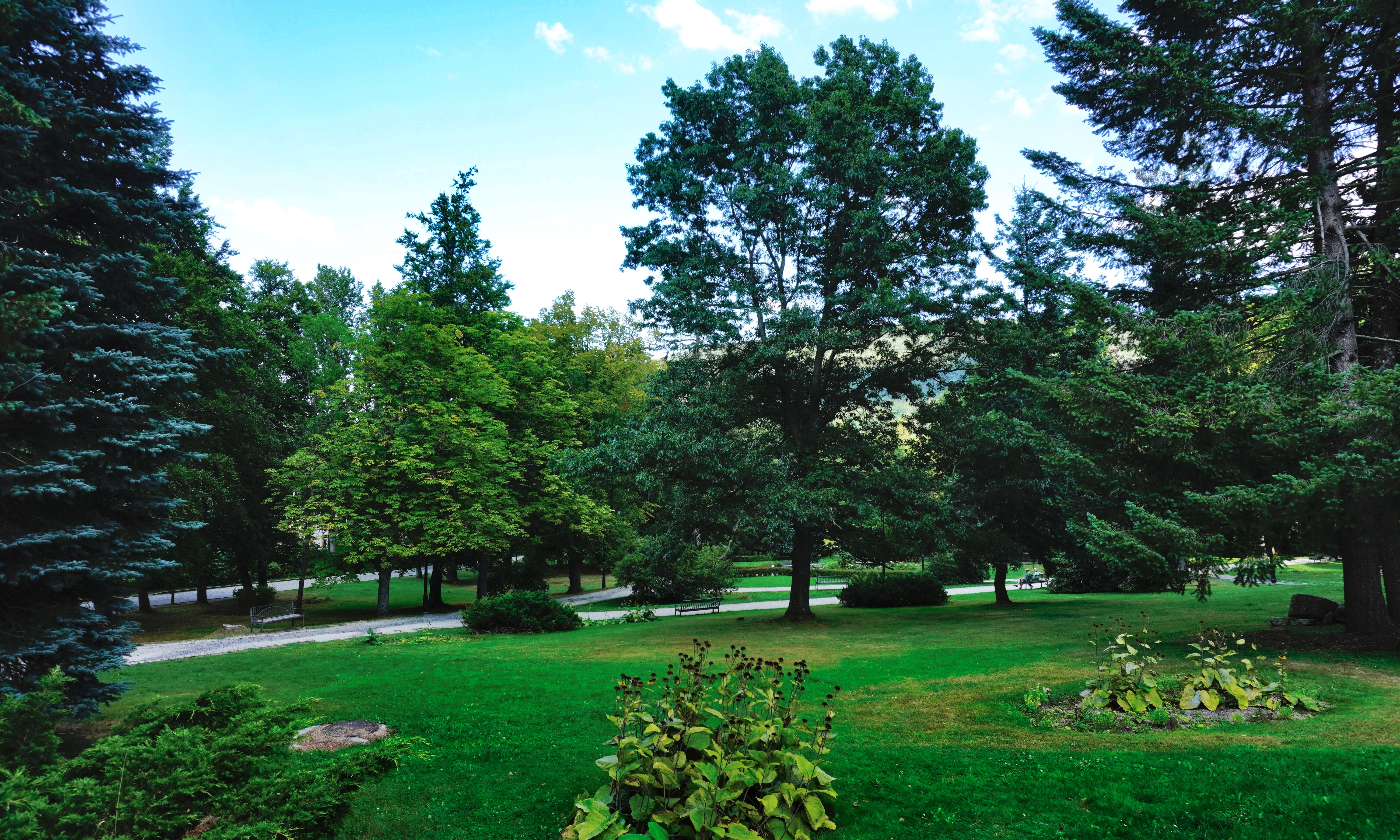
Park Zdrojowy

Podgórski klimat, sieć szlaków turystycznych i rowerowych, zasoby naturalnych surowców leczniczych: wody mineralne, wody radonowe, złoża borowiny umożliwiające leczenie chorób reumatycznych i narządów ruchu, przyciągają turystów i kuracjuszy od XVII wieku.
Tutejsze wody lecznicze – radoczynne szczawy o różnym stopniu zmineralizowania, używane zarówno do picia, jak i do kąpieli, oraz okłady borowinowe leczą przede wszystkim choroby reumatyczne, narządów ruchu, układu krążenia oraz choroby ginekologiczne.
Do dyspozycji kuracjuszy wybudowana została hala spacerowa z egzotyczną roślinnością, promenada spacerowa, tarasy, sztuczna grota oraz galeria widokowa na wieży z zegarem.

## Demografia
Świeradów-Zdrój jest 72. miastem w województwie dolnośląskim pod względem liczby mieszkańców (na całkowitą liczbę 91 miast). Szczegółowe dane z 30 czerwca 2004 r.:
| Opis                              | Ogółem | Ogółem | Kobiety | Kobiety | Mężczyźni | Mężczyźni |
| --------------------------------- | ------ | ------ | ------- | ------- | --------- | --------- |
| Jednostka                         | osób   | %      | osób    | %       | osób      | %         |
| Populacja                         | 4577   | 100    | 2469    | 53,9    | 2108      | 46,1      |
| Gęstość zaludnienia [mieszk./km²] | 220,4  | 220,4  | 118,9   | 118,9   | 101,5     | 101,5     |

Piramida wieku mieszkańców Świeradowa-Zdroju w 2014 roku.

### Zmiana liczby ludności miasta
| rok  | mieszk. |
| ---- | ------- |
| 1786 | 1294    |
| 1825 | 1542    |
| 1905 | 1910    |
| 1939 | 2803    |
| 1961 | 3085    |
| 1970 | 2982    |
| 2004 | 4577    |
| 2005 | 4575    |
| 2008 | 4499    |
| 2014 | 4308    |
| 2023 | 3985    |

## Zabytki

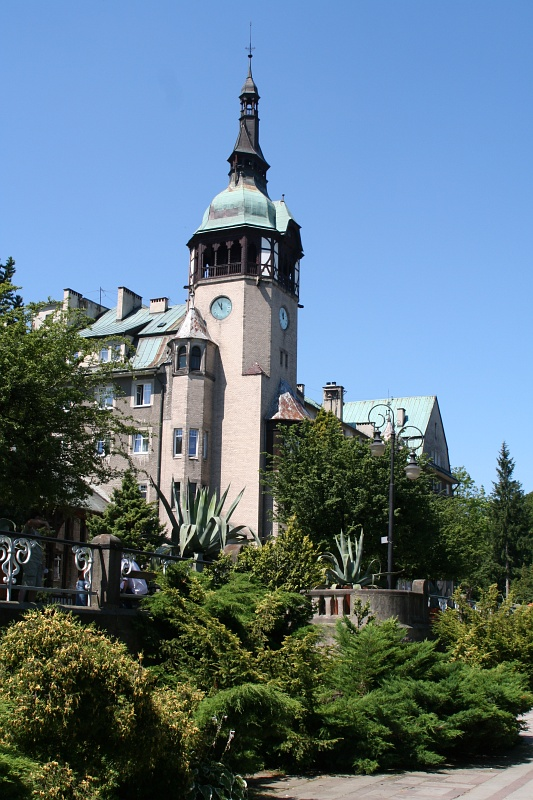
Dom Zdrojowy

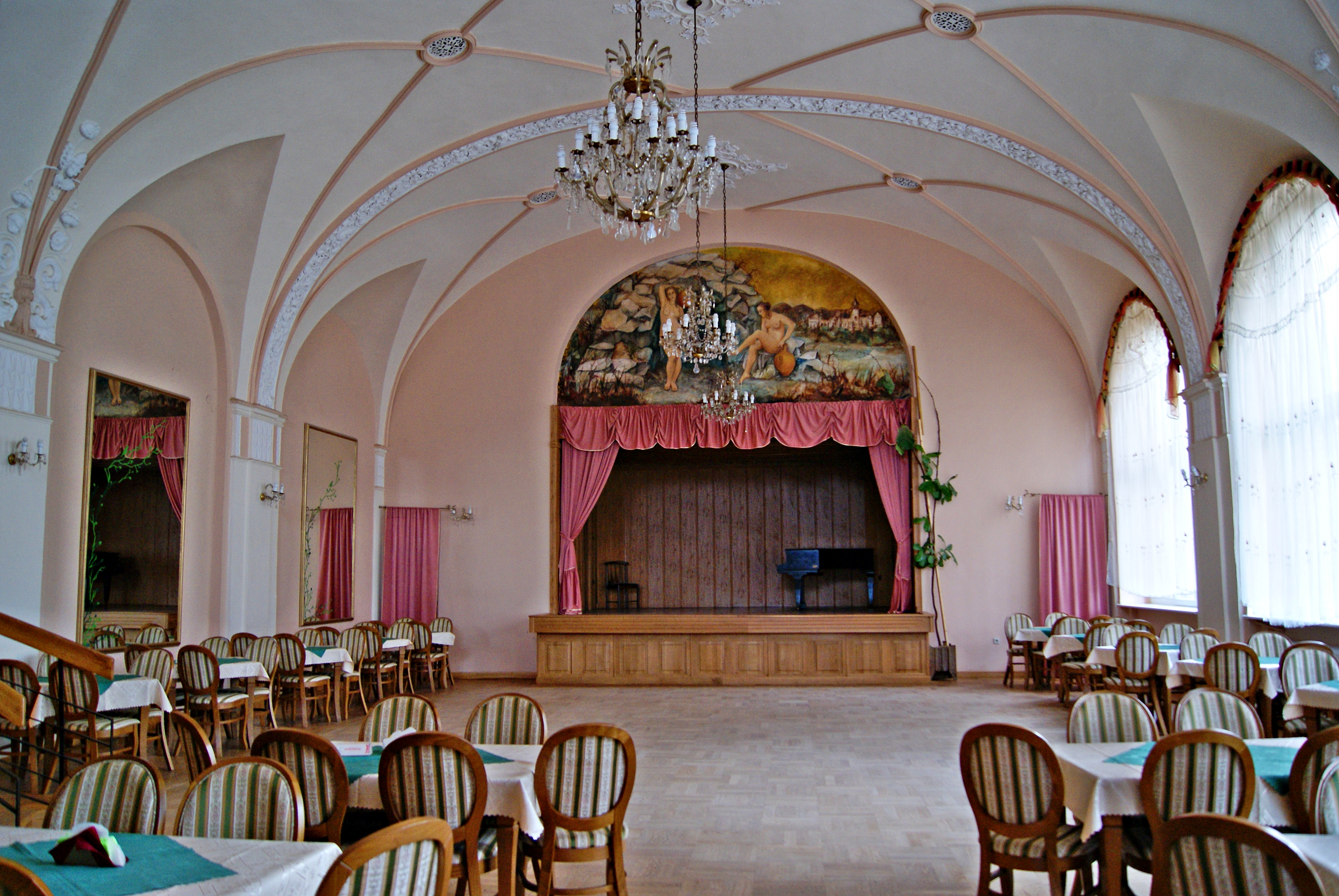
Sala w Domu Zdrojowym

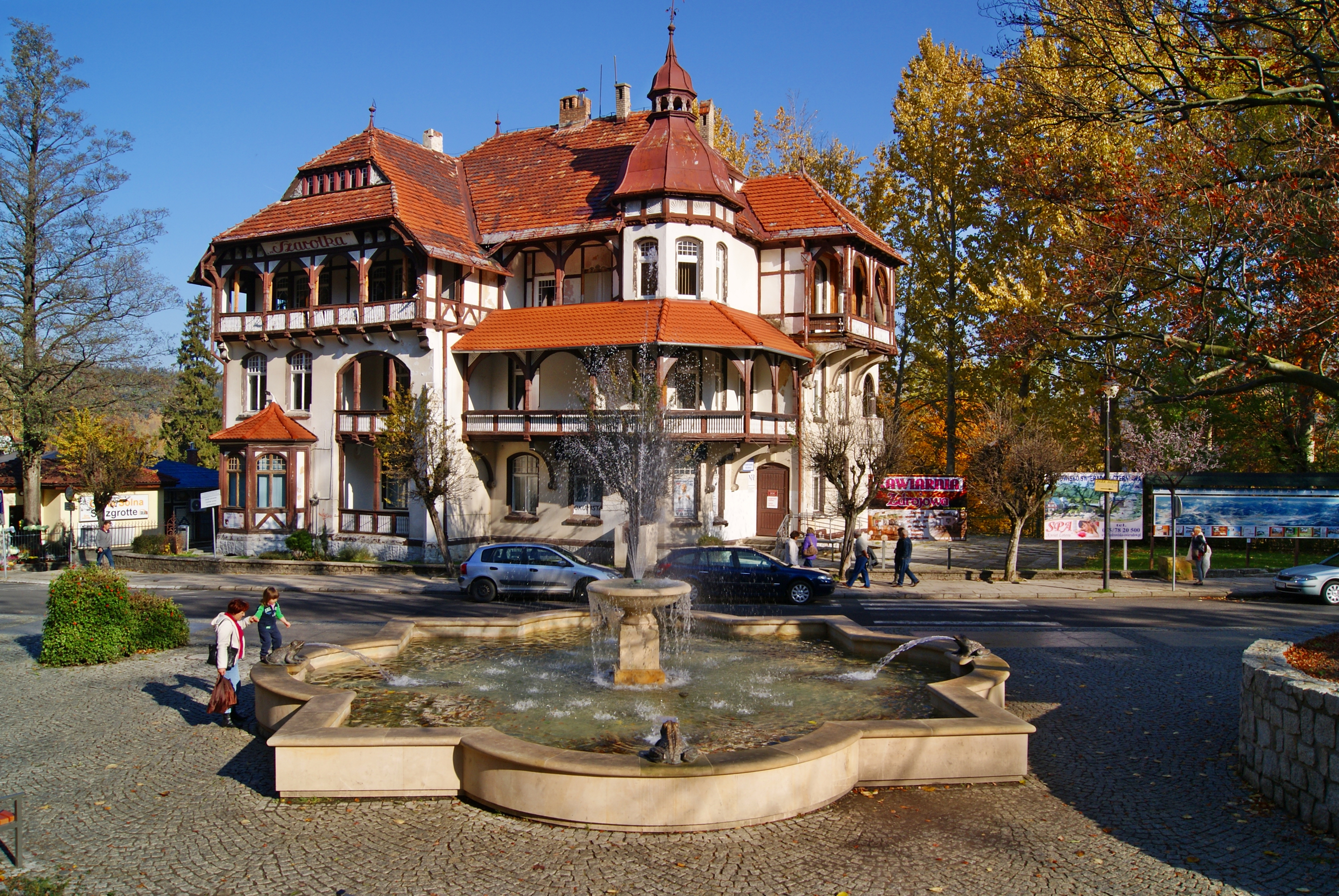
Sanatorium Szarotka

Do wojewódzkiego rejestru zabytków wpisane są:
- miasto, z XVII-XIX w.
- zespół willowy, ul. Asnyka 10, z 1905 r.:
  - willa
  - oficyna
  - park
- budynek mieszkalno-inwentarski, ul. Długa 18, z poł. XIX w.
- budynek mieszkalno-gospodarczy, drewniany, ul. Długa 67, z poł. XIX w.
- sanatorium „Turoń”, ul. Górska 15, z 1910 r.
- budynek „Stary Zdrój”, ul. 15 Grudnia 6, z XVIII w., pierwszej poł. XIX w.
- pensjonat „Eldorado”, ul. Piastowska 1, z 1904 r.
- pensjonat „Paprotka”, ul. Piastowska 5
- dom mieszkalno-inwentarski, szachulcowy, ul. Pszczela 1, po 1890 r.
- pensjonat, ob. żłobek, ul. Sienkiewicza 10, z 1907 r.
- sanatorium „Szarotka”, ul. Zdrojowa 2, z 1900 r.
- zespół uzdrowiskowy, ul. Zdrojowa 2, z k. XIX w.:
  - dom zdrojowy – wybudowany w roku 1899 na podstawie projektu architekta Grossera w miejscu zniszczonego w trakcie pożaru Domu Źródlanego 14 grudnia 1895 r. Obiekt składa się z dwóch części połączonych halą spacerową. Dom zdrojowy jest zaakcentowany wieżą zegarową o wysokości 46 metrów. Taras przed domem zdrojowym ma ponad 160 metrów długości
  - pijalnia wód mineralnych – sztuczna grota przed Domem Zdrojowym
  - hala spacerowa, drewniana o długości 80 metrów, najdłuższy tego typu obiekt na Dolnym Śląsku

- kościół pod wezwaniem świętego Józefa – wybudowany z inicjatywy hrabiny Marii von Schaffgotsch w latach 1898–1899. Swoją nazwę zawdzięcza ołtarzowi poświęconemu św. Józefowi przeniesionemu ze starej kaplicy, która tworzy integralną jego część. Kaplica w Świeradowie powstała w roku 1785, poświęcona rok później pod wezwaniem św. Jana Nepomucena
- łazienki Leopolda przy górnym źródle, ul. Marszałka J. Piłsudskiego 16, wybudowane w latach 1838–1839 w kształcie czworoboku, po pożarze w 1881 budynek przebudowano i dobudowano drugie piętro. W roku 1908 przeszedł modernizację. W budynku powstało Centrum Reumatologii Goplana
- zakład kuracji borowinowej (dawniej Łazienki Marii), wybudowany w 1904 roku. W budynku przeprowadza się zabiegi borowinowe. Znajdowało się tu 12 kabin do kąpieli, poczekalnia, dwie kadzie i zbiornik do parowania kory, później również kotłownia, zbiornik na wodę mineralną i pralnia parowa

Świeradów Zdrój – Czerniawa

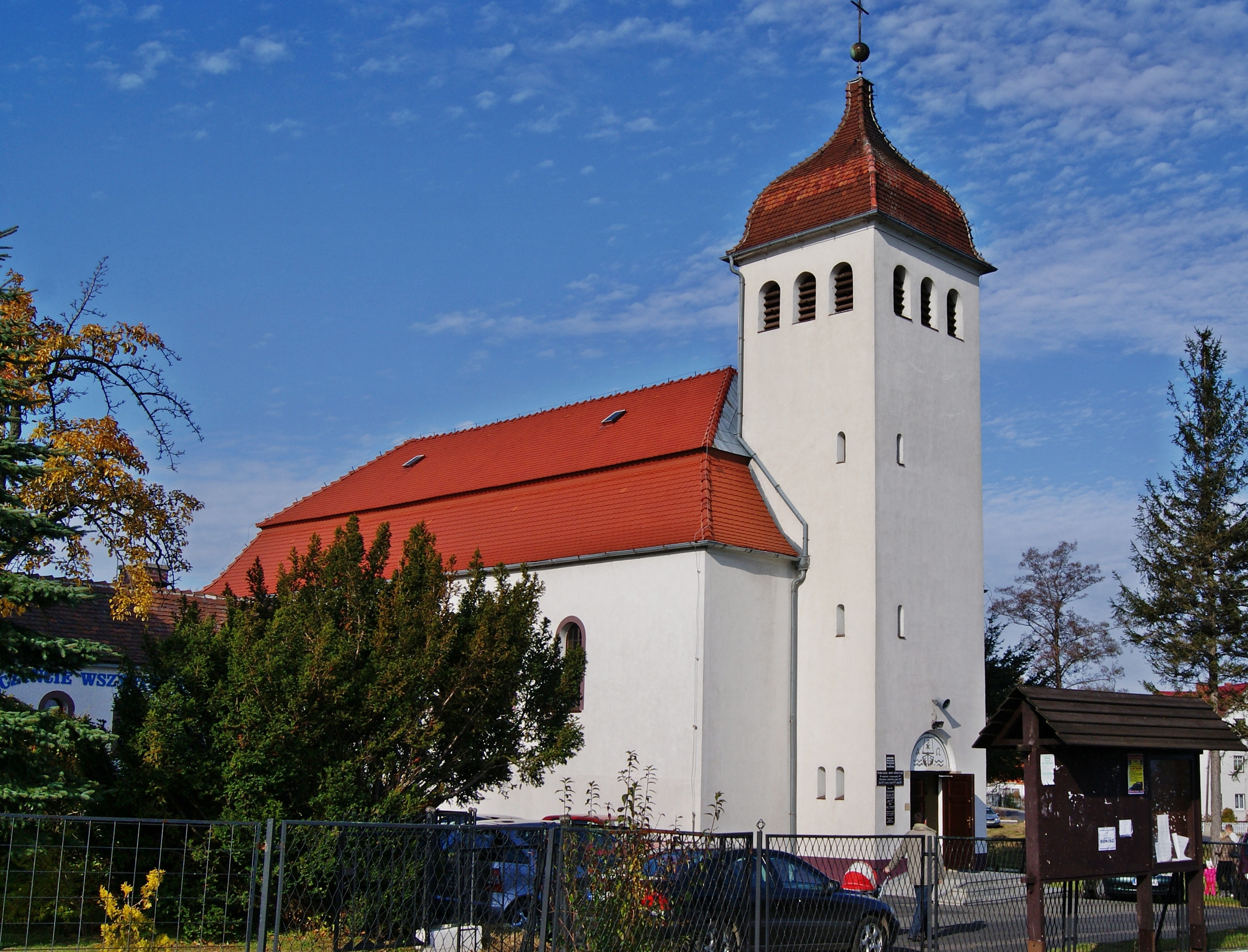
Kościół pod wezwaniem Podwyższenia Krzyża (Świeradów Zdrój – Czerniawa)

- kościół parafialny pw. Podwyższenia Krzyża, ul. Główna 8, z l. 1934-1937
- plebania z łącznikiem (galeria)
- dom nr 12, ul. Główna, z 1765 r.
- „Czarci Młyn” wodny z systemem hydroenergetycznym i wyposażeniem, zbudowany ok. 1890 roku. Do ok. 1951 roku młyn był napędzany kołem wodnym, jednym z nielicznych zachowanych w regionie. Wyposażenie młyna jest oryginalne, nie ulegało zmianie i jest ono typowe dla młynów gospodarczych z przełomu XIX i XX wieku

Inne zabytki:

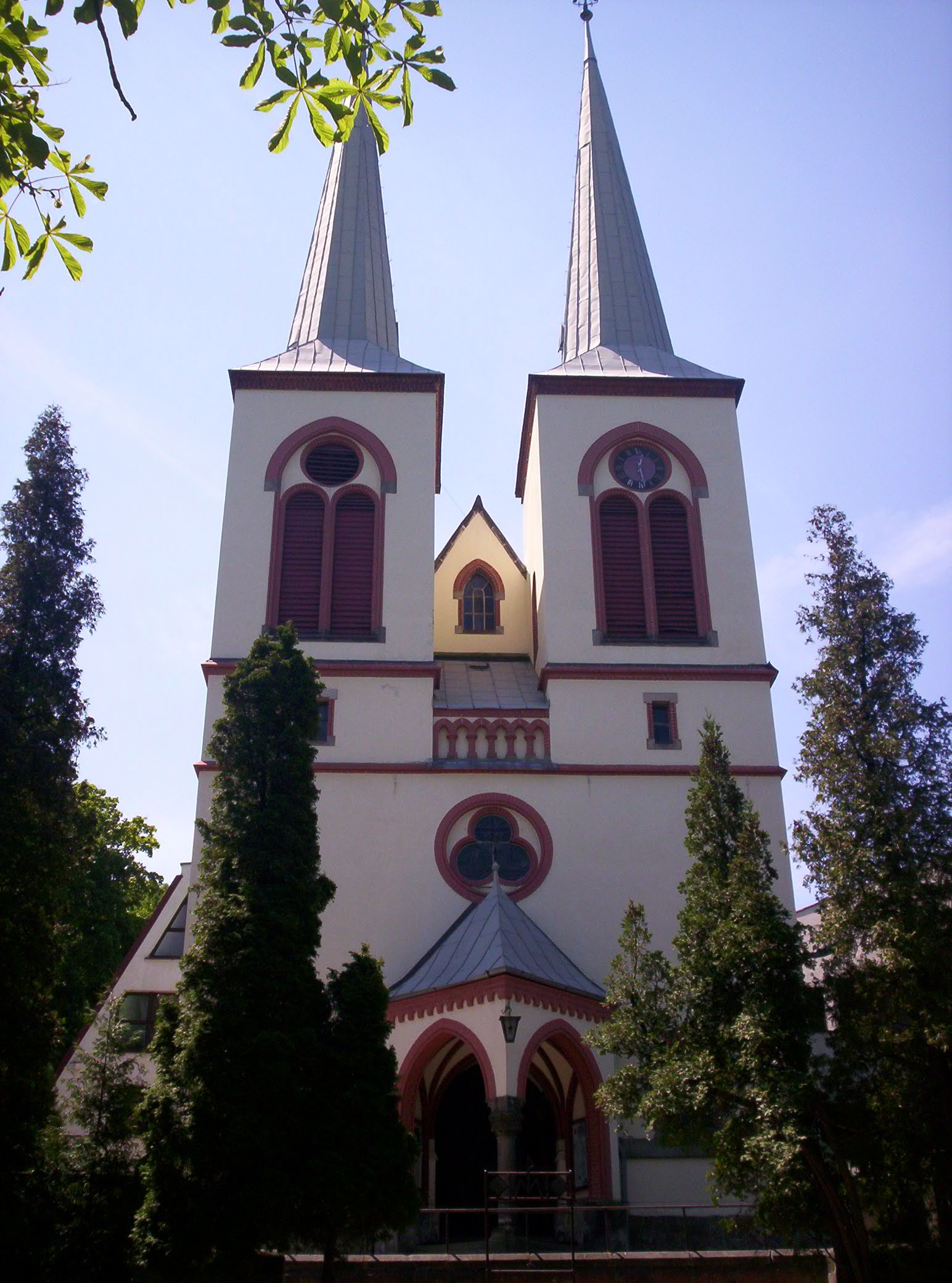
Kościół pod wezwaniem świętego Józefa

- schronisko Na Stogu Izerskim – Schronisko znajdujące się na Stogu Izerskim oddane do użytku 24 października 1924 roku. Jest ono wybudowane w stylu śląsko-łużyckim. Formalnie znajduje się na terenie należącym do sąsiedniej gminy Mirsk, jednak nierozerwalnie kojarzone jest ze Świeradowem.

## Turystyka

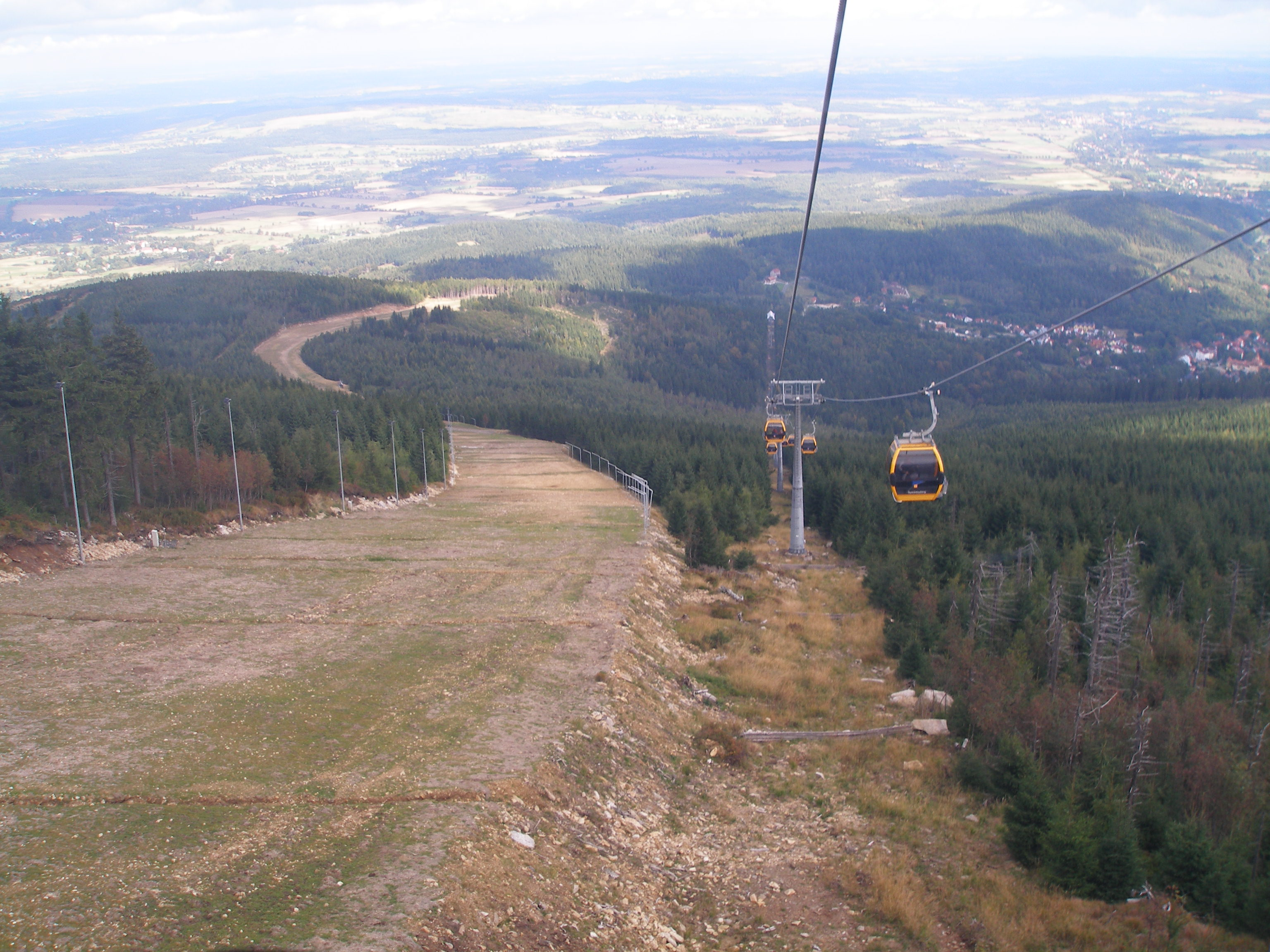
Kolej gondolowa „Stóg Izerski”

Świeradów-Zdrój jest miejscowością turystyczną nastawioną głównie na kuracjuszy i narciarzy. Posiada rozwiniętą bazę noclegowo-hotelową, całoroczną kolej gondolową na Stóg Izerski, baseny, korty tenisowe, tereny do jazdy konnej, Mini Muzeum Szachów itp. Zimą są do dyspozycji dwa tory saneczkowe, oraz sześć wyciągów narciarskich.

### Ośrodek Ski & Sun Świeradów-Zdrój
Na północnym zboczu Stogu Izerskiego działa Ośrodek Ski & Sun Świeradów-Zdrój z koleją gondolową „Stóg Izerski” o długości 2171 m i trasą narciarską/downhillową o długości 2500 m. Latem i wiosną odwiedza to miejsce tysiące rowerzystów, ponieważ znajdują się tam też ścieżki rowerowe(m.in. Single Tracki). Każdego roku Ośrodek Ski & Sun Świeradów-Zdrój jest głównym organizatorem Bike Maratonu.

### Szlaki turystyczne
W Świeradowie zaczyna się, ciągnący się przez całe Sudety (do Prudnika) – Główny Szlak Sudecki im. Mieczysława Orłowicza. Stąd też wychodzą trasy w stronę: Szklarskiej Poręby i Karkonoszy, Karłowa i Gór Stołowych oraz trasy spacerowe w stronę Stogu Izerskiego lub Sępiej Góry, na której według legend znajdować się miała pogańska świątynia.
Ciekawymi miejscami turystycznymi, w których również znajdować się miały pogańskie świątynie, są Babia Przełęcz, zwana inaczej Polaną Czarownic, oraz (znajdujące się bliżej wsi Kopaniec) Ciemny Wądół i Sowi Kamień na zachodnim zboczu Ciemniaka.
Lista szlaków turystycznych:

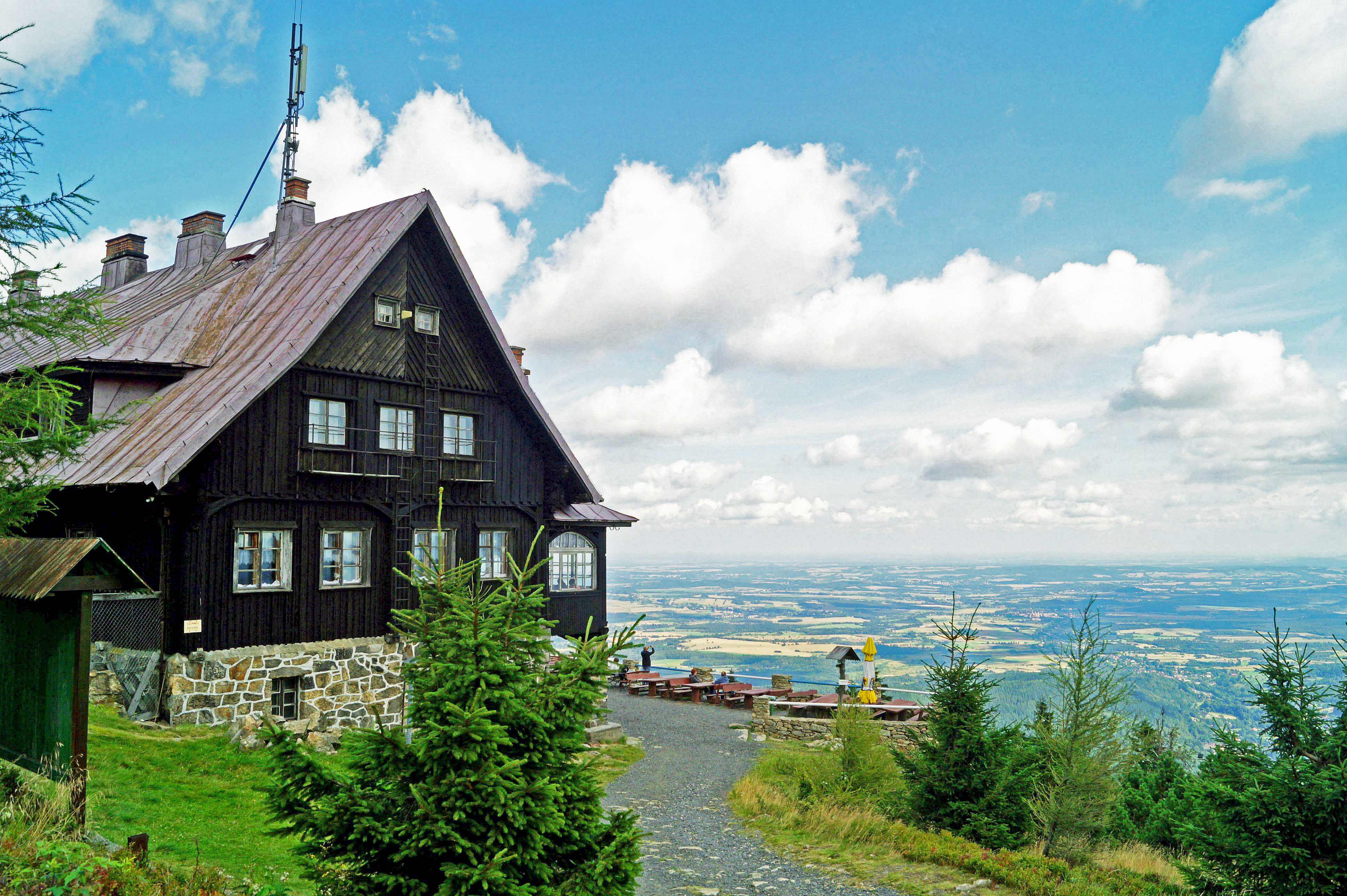
Schronisko górskie na Stogu Izerskim

- → Główny Szlak Sudecki im. Mieczysława Orłowicza
- → Świeradów Zdrój → Stóg Izerski → Świeradów Zdrój
- → Świeradów-Zdrój → Schronisko PTTK na Stogu Izerskim → Polana Izerska → Przednia Kopa → Wysoka Kopa → Izerskie Garby → Kopalnia Stanisław → Wieczorny Zamek → Wysoki Kamień → Hutnicza Górka → Szklarska Poręba
- → Świeradów-Zdrój → Sępia Góra → Płókowy Mostek → Dolina Kwisy → Świeradów-Zdrój
- → Świeradów-Zdrój → Polana Izerska → Schronisko PTTK na Stogu Izerskim → Świeradów-Zdrój
- → Świeradów-Zdrój → Polana Izerska → Hala Izerska → Chatka Górzystów
- → Świeradów-Zdrój → Zajęcznik → Czerniawa-Zdrój → Dolina Czarnego Potoku → Świeradów-Zdrój
- → Świeradów-Zdrój → Zajęcznik → Świeradów-Zdrój
- → Świeradów-Zdrój → Stóg Izerski → Smrek

## Gospodarka
Gospodarka Świeradowa oparta jest głównie na turystyce i działalności uzdrowiskowej. W mieście, głównie na obrzeżach, działają również niewielkie zakłady przemysłowe (m.in. tartak). 

## Transport

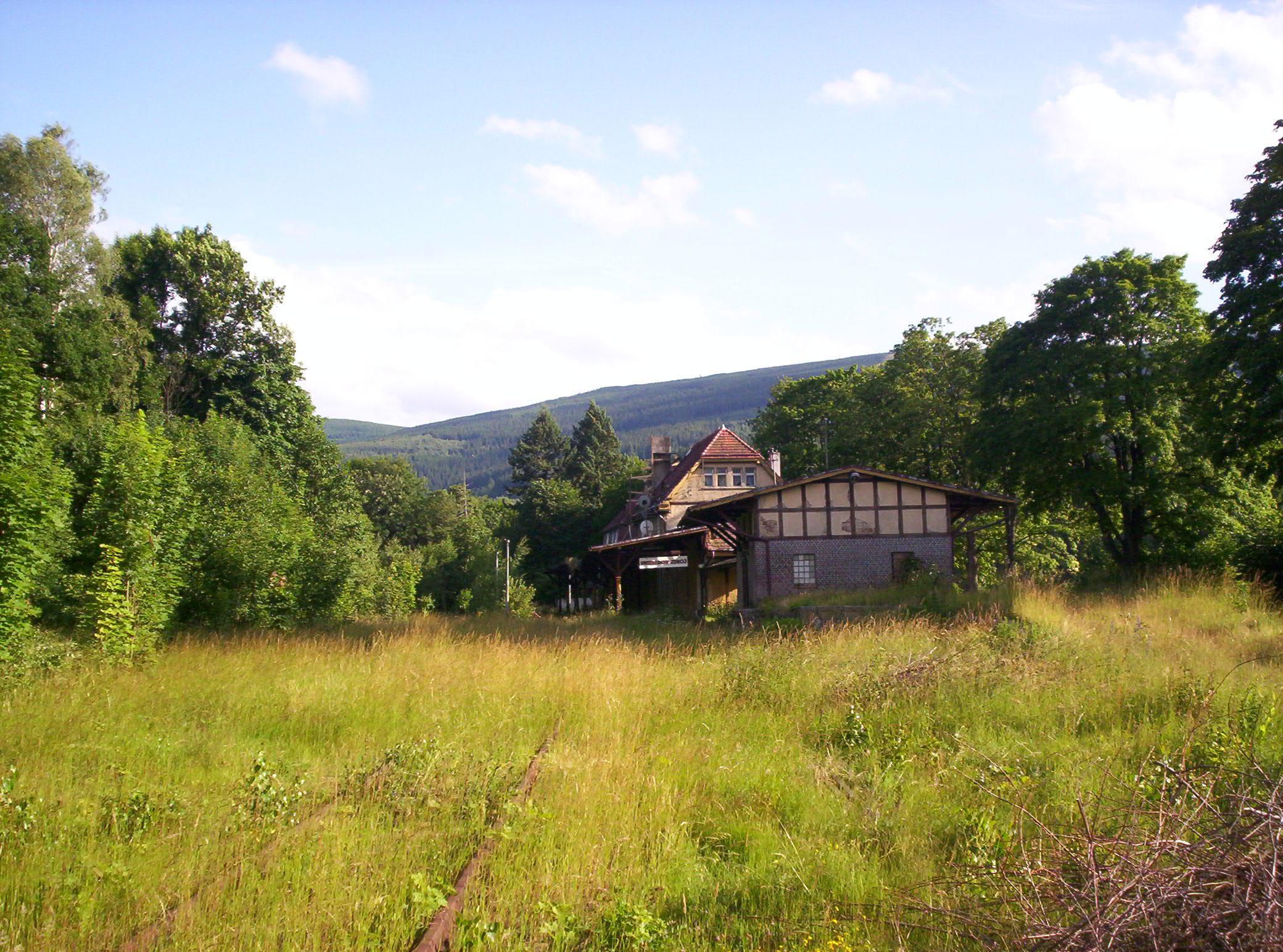
Dawna stacja kolejowa Świeradów Zdrój

### Drogi
Przez miasto prowadzą dwie drogi wojewódzkie:
- droga wojewódzka nr 361 (przez Czerniawę-Zdrój)
- droga wojewódzka nr 358

### Transport autobusowy
PKS Tour Jelenia Góra w roku szkolnym 2017/2018 utrzymywało wahadłowe połączenie autokarowe w dni nauki szkolnej z Gryfowem Śląskim i Jelenią Górą. Przewoźnicy drogowi zapewniają połączenie Świeradowa z Jelenią Górą i Wrocławiem.
16 czerwca 2016 w mieście uruchomiono bezpłatną komunikację miejską. Latem 2016 łączyła ona w weekendy miasto ze Szklarską Porębą (2 połączenia dziennie), a od 5 listopada z miejscowością Nové Město pod Smrkem (4 połączenia w weekendy). Jesienią 2019 zrezygnowano z utrzymywania połączenia ze Szklarską Porębą. Natomiast 1 września 2022 firma Intertrans zlikwidowała połączenie z Głogowem.
22 listopada 2021 powstała Izerska Komunikacja Autobusowa, zapewniająca w dni robocze połączenia w obrębie powiatu lubańskiego. Dodatkowo linia nr 12 z Lubania do Świeradowa-Zdroju uruchamiana jest również w weekendy. W 2022 uruchomiono także kursy w dni robocze do Jeleniej Góry (linia 207).

### Transport kolejowy
Do miasta prowadzi linia kolejowa. Była ona nieczynna od 12 lutego 1996, kiedy  o godzinie 17.00 wyjechał ze stacji ostatni pociąg osobowy w kierunku Mirska. Później do 1 stycznia 1997 do miasta utrzymywano ruch pociągów towarowych.
W 2021 rozpoczęto przygotowania do modernizacji linii kolejowych 317(dawniej 284) i 336 na trasie Gryfów Śląski - Świeradów i wznowienia połączenia kolejowego. Przetarg na realizację pierwszego odcinka ogłoszono 20 grudnia 2021.. Połączenie reaktywowano w 10 grudnia 2023 roku, uruchamiając połączenia do Gryfowa Śląskiego, Görlitz, Węglińca i Jeleniej Góry.

## Oświata
- Szkoła Podstawowa nr 1 im. Marii Skłodowskiej-Curie w Miejskim Zespole Szkół
- Szkoła Podstawowa nr 2 im. Jana Pawła II
- Szkoła Podstawowa w Zespole Szkół Specjalnych przy Szpitalu Uzdrowiskowym dla Dzieci
- Gimnazjum w Zespole Szkół Specjalnych przy Szpitalu Uzdrowiskowym dla Dzieci (zlikwidowane w 2017 roku)
- Gimnazjum im. Ratowników Górskich w Miejskim Zespole Szkół (zlikwidowane w 2017 roku)

## Sport
- Ośrodek Ski & Sun
- stadion miejski
- dwie hale sportowe (w Miejskim Zespole Szkół i w hotelu Malachit)
- baseny kryte (między innymi w hotelu Malachit)
- SkatePark przy stadionie miejskim

## Kultura
Imprezy cykliczne:
- Zlot pojazdów zabytkowych Ikar
- Bike Maraton
- Wystawa Kotów nierasowych Łąk Gór i Pogórza Izerskiego (Luty)
- Zlot pojazdów amerykańskich USAShow
- Europejskie Spotkania Młodych Muzyków
- Noc Kupały (Czerwiec)
- Koncerty w Cynamonowym Słoniu – Scena „Ucho Słonia”

## Współpraca międzynarodowa
Miasta i gminy partnerskie:
- Odder (Dania)
- Seifhennersdorf (Niemcy)
- Jindřichovice pod Smrkem (Czechy)
- Jilemnice (Czechy)
- Mirsk (Polska)
- Nové Město pod Smrkem (Czechy)
- Lázně Libverda (Czechy)
- Bílý Potok (Czechy)